# Silba spatulata
Silba spatulata är en tvåvingeart som beskrevs av Macgowan 2005. Silba spatulata ingår i släktet Silba och familjen stjärtflugor.
Artens utbredningsområde är Tanzania. Inga underarter finns listade i Catalogue of Life.